# أداما سوماري
أداما سوماري (بالفرنسية: Adama Soumare)‏ هو لاعب كرة قدم فرنسي في مركز الدفاع، ولد في 12 مايو 1982 في ميدون في فرنسا. لعب مع نادي تشاتيليراولت ونادي فان ونادي كان ونادي لوهافر.

## وصلات خارجية
- أداما سوماري على موقع رابطة كرة القدم الفرنسية للمحترفين (الإنجليزية)
- أداما سوماري على موقع قاعدة بيانات كرة القدم.إي يو (الإنجليزية)
- أداما سوماري على موقع ليكيب (الفرنسية)